# Cheung Kong Center

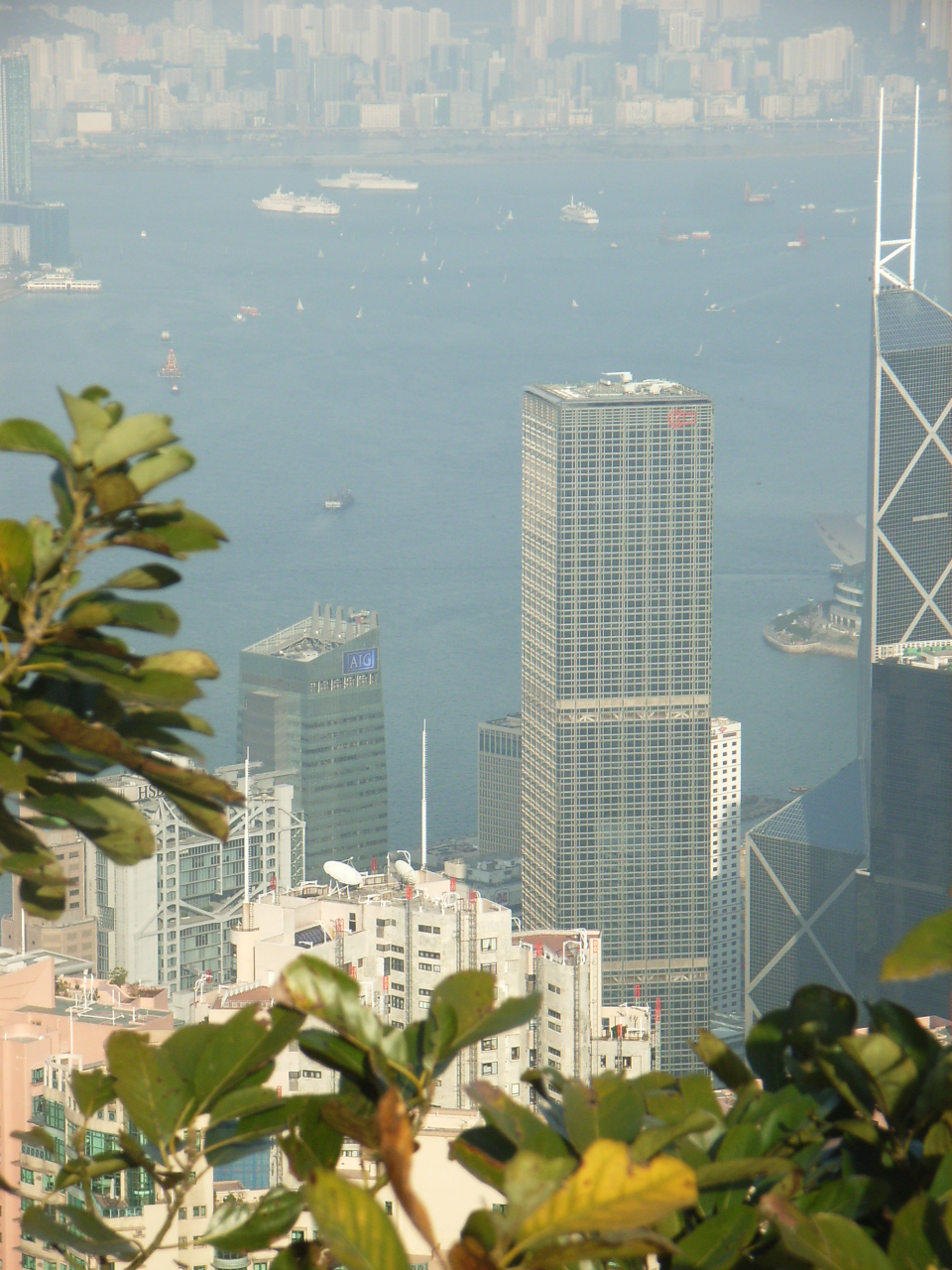
Cheung Kong Center

Cheung Kong Center é um arranha-céu com 282.8 metros (928 pés) de altura. Edificado na cidade de Hong Kong, China, foi concluído em 1999 com 62 andares.